# Sonja Claes
Sonja Mia Virginie Claes (Hasselt, 23 oktober 1958) is een Belgisch politica voor CD&V.

## Levensloop
Claes studeerde in 1979 af als maatschappelijk assistent aan het Hoger Instituut der Kempen (HIK) te Geel. Van 1979 tot 1983 was ze verantwoordelijk voor de begeleiding van ouders van geplaatste kinderen in "Ter Engelen" te Maaseik. Nadien was ze van 1984 tot 1992 begeleider van ex-psychiatrische patiënten in De Schans te Heusden-Zolder en Reval te Hasselt.
Bij de gemeenteraadsverkiezingen in 1988 maakte ze haar intrede in de lokale politiek als gemeenteraadslid te Heusden-Zolder, wat ze bleef tot eind 2000 en opnieuw was van januari 2007 tot december 2018. Met de parlementsverkiezingen in 1991 startte ze haar politieke carrière in de nationale politiek. Van 1992 tot 1995 was ze actief als educatief medewerker bij CVP Limburg en ze werd eveneens fractieleider van CVP Heusden-Zolder. Van 1995 tot 20 oktober 2000 was ze burgemeester van Heusden-Zolder. 
Van 1994 tot 2007 was ze ook provincieraadslid in Limburg, waar ze fractieleider was vanaf 1998. In oktober 2000 stopte ze als burgemeester en werd ze bestendig afgevaardigde bij het provinciebestuur van Limburg met als bevoegdheden welzijn, volksgezondheid, gehandicaptenbeleid, ouderenbeleid, gelijke kansen, integratiebeleid, ontwikkelingssamenwerking en sociale economie, wat ze bleef tot eind 2006. Op 1 januari 2007 trad ze opnieuw aan als burgemeester van Heusden-Zolder. 
Begin februari 2007 kwam ze voor de kieskring Limburg in het Vlaams Parlement terecht als opvolger van Hubert Brouns, die ontslag nam uit zijn mandaat van Vlaams volksvertegenwoordiger. Ook na de volgende  Vlaamse verkiezingen van 7 juni 2009 en van 25 mei 2014 bleef ze Vlaams volksvertegenwoordiger. Als Vlaams Parlementslid hield Claes zich bezig met thema's als werk, sociale economie, duurzaamheid en ecologie. Van 2007 tot 2009 zetelde zij in de commissies Binnenlandse Aangelegenheden, Bestuurszaken, Institutionele en Bestuurlijke Hervorming en Welzijn, Volksgezondheid en Gezin, in 2012 was zij lid van de commissie Woonbeleid, Stedelijk Beleid en Energie en van 2012 tot 2014 lid van de commissie Welzijn, Volksgezondheid, Gezin en Armoedebeleid en van 2014 tot 2019 lid van de commissie Economie, Werk, Sociale Economie, Innovatie en Wetenschapsbeleid. Van september 2014 tot mei 2019 maakte ze als secretaris deel uit van het Bureau (dagelijks bestuur) van het Vlaams Parlement. Na de verkiezingen van 25 mei 2014 ging ze vanaf begin juli 2014 ook zetelen als deelstaatsenator in de vernieuwde Senaat. Dit bleef ze tot in april 2017.
In Heusden-Zolder richtte ze daarom in 1997 mee de Kringwinkel West-Limburg vzw op. In 2002 initieerde ze mee het Centrum Duurzaam Bouwen vzw. Ze werd voorzitter van beide verenigingen. Claes stond ook aan de wieg van het Hergebruikcentrum Limburg.
Na de lokale verkiezingen van 2012 moest ze haar burgemeestersjerp inleveren. In november 2018 kondigde ze aan de politiek te verlaten. Ze was dus ook geen kandidaat meer bij de parlementsverkiezingen van mei 2019. Sinds 15 juli 2019 mag ze zich eresecretaris van het Vlaams Parlement noemen. Die eretitel werd haar toegekend door het Bureau (dagelijks bestuur) van deze assemblee.